# Gramy Records
Gramy Records ist ein ungarisches Musiklabel und Tonträgerunternehmen für verschiedene Formen von Kunstmusik, vor allem Jazz, Weltmusik und klassische Musik.

## Geschichte
Gramy Records wurden 1999 von Attila Egerhazi gegründet, um Aufnahmen von Kunstmusik zu veröffentlichen. Das Unternehmen ist Teil der Gramy Group, die neben dem Musiklabel auch Tonstudios, ein Büro für Grafik- und Webdesign sowie eine Agentur für Werbung und Eventmarketing betreibt.
Zu den international bekannten Künstlern, Orchestern und Gruppen, die bisher Alben für Gramy Records eingespielt haben, gehören u. a. Steve Hackett, Chester Thompson, Johanna Beisteiner, Ben Castle, die Formation Djabe, Béla Drahos sowie die Budapester Symphoniker.